# 九段沙
九段沙，是中国上海市外海的一座沙洲，位于长江河口外南北两槽中，由长江携带入海的泥沙受到东海海潮的顶托影响而淤积而成，东西长约18公里，南北宽约13公里，总面积约420.2平方公里，其中海拔0米以上的面积145平方公里，属浦东新区管辖，建有九段沙湿地自然保护区。

## 历史
九段沙在1950年代开始出水，分为上沙、中沙、下沙、江亚南沙等部分。60年代初，九段沙的表面是呈波纹状的铁板沙。70年代以后沙洲淤积加快，1973年海拔0米以上面积达到65平方公里。1990年代后，由于浦东国际机场建设于东海海滨，为减少对候鸟的生态影响，保障航班的飞行安全，上海市在九段沙进行了种青引鸟的生态工程，栽种了大量芦苇和互花米草，以补偿浦东机场占用的湿地，1995年九段沙面积达到114平方公里。九段沙逐渐成为上海乃至长三角地区的重要生态屏障。
为保护九段沙，上海市人民政府划定了上海市九段沙湿地自然保护区，并于2003年10月15日颁布了《上海市九段沙湿地自然保护区管理办法》。该规章划定了保护区范围限制于江亚南沙、上沙、中沙、下沙四个沙洲陆域以及周围一定范围内的水域，并对保护区的规划、建设、保护及其相关的管理活动进行规范。
近年来，九段沙的环境亦已遭到威胁，原引种的互花米草大量繁殖成为外来入侵物种，致使原生的海三棱藨草遭到排挤，湿地的生物多样性被破坏，生态功能衰退。另外，由于长江水体污染日益严重，九段沙部分地区的水质已经恶化。

## 范围
九段沙四极点为：
- 北：长江口深水航道南导堤中线

- 东：-6米线

- 南：长江南槽航道北线

- 西：-5米线[8]

## 生物
- 植物：芦苇、互花米草等五种植物已形成群落。
- 鱼类：既有大量的凤鲚、中华鲟、鲈鱼等经济鱼类，也有日本大眼蟹等10多种常见蟹类。
- 鸟类：在上海地区越冬的国际濒危物种和国家一、二级重点保护鸟类有白头鹤、黑脸琵鹭、白琵鹭、鸳鸯、花脸鸭、遗鸥、灰鹤、黑嘴鸥和鸿雁9种。九段沙的鸟类有210种，有59.5%（125种）被列入中日候鸟保护协定，有24.8%（52种）被列入中澳候鸟保护协定，有7.6%（16种）被列入世界自然保护联盟IUCN红色名录。[9]